# Телекомпания CBN
Телекомпания CBN (англ. Christian Broadcasting Network) — одна из крупнейших в мире телерадиовещательных корпораций. По состоянию на 2008 год CBN ведёт вещание в 180 странах на 71 языке. Штаб-квартира расположена в Верджиния-Биче, штат Виргиния. Основана американским политическим и религиозным деятелем Пэтом Робертсоном в 1960 году.
Основанный Робертсоном телеканал CBN Cable Network в 1988 году был переименован в CBN Family Channel, а затем — в Family Channel. Робертсон был вынужден вывести Family Channel из состава CBN, чтобы не нарушать статуса некоммерческой организации, после того, как телеканал стал приносить большие прибыли. Он основал компанию International Family Entertainment Inc. в 1991 году с Family Channel в качестве главного акционера. В 1997 году он продал канал News Corporation, которая изменила его название на Fox Family. Условием сделки было соглашение, что на канале дважды в день будет выходить телепрограмма Робертсона «Клуб 700» (The 700 Club). В настоящее время каналом владеет корпорация Disney, его название изменено на ABC Family, с января 2016 года — на Freeform.
Телекомпания CBN имеет представительства в странах СНГ. Российский офис находится в Москве.